# خانواده برنبرگ
خانواده برنبرگ (به انگلیسی: Berenberg family) خانواده برجسته آلمانی است، که افراد آن از قرن ۱۵ و ۱۶ میلادی، در حوزه‌هایی چون بانکداری، کارآفرینی، بازرگانی و سیاست فعالیت گسترده‌ای داشتند. این خانواده بنیانگذار بانک برنبرگ می‌باشند که در سال ۱۵۹۰ میلادی تأسیس گردید و امروزه به عنوان قدیمی‌ترین بانک فعال جهان شناخته می‌شود.

## نگارخانه

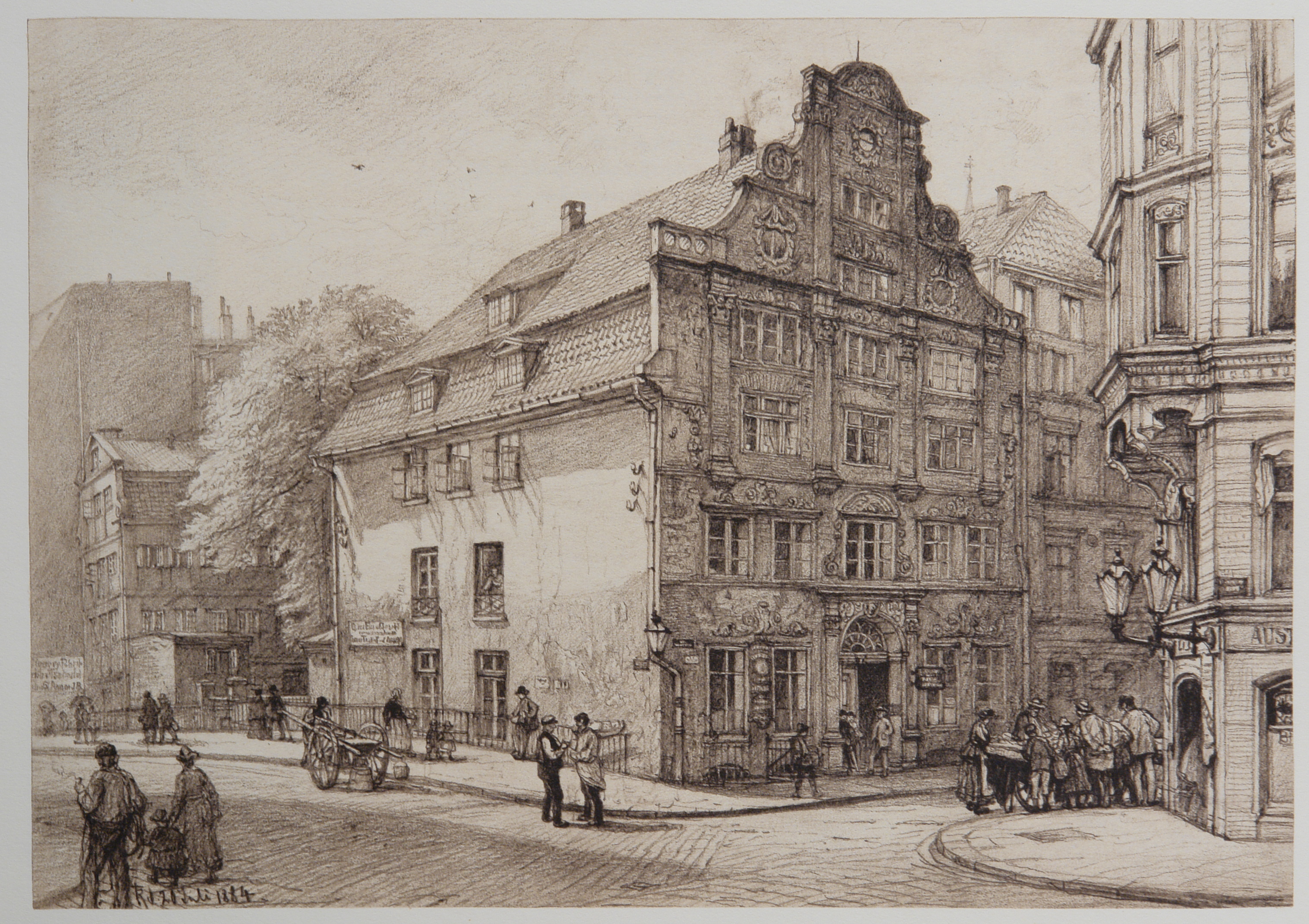
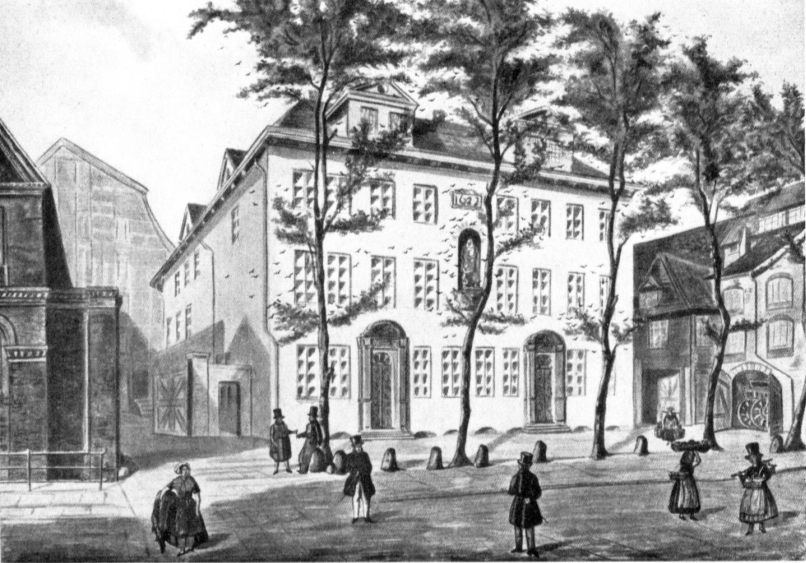
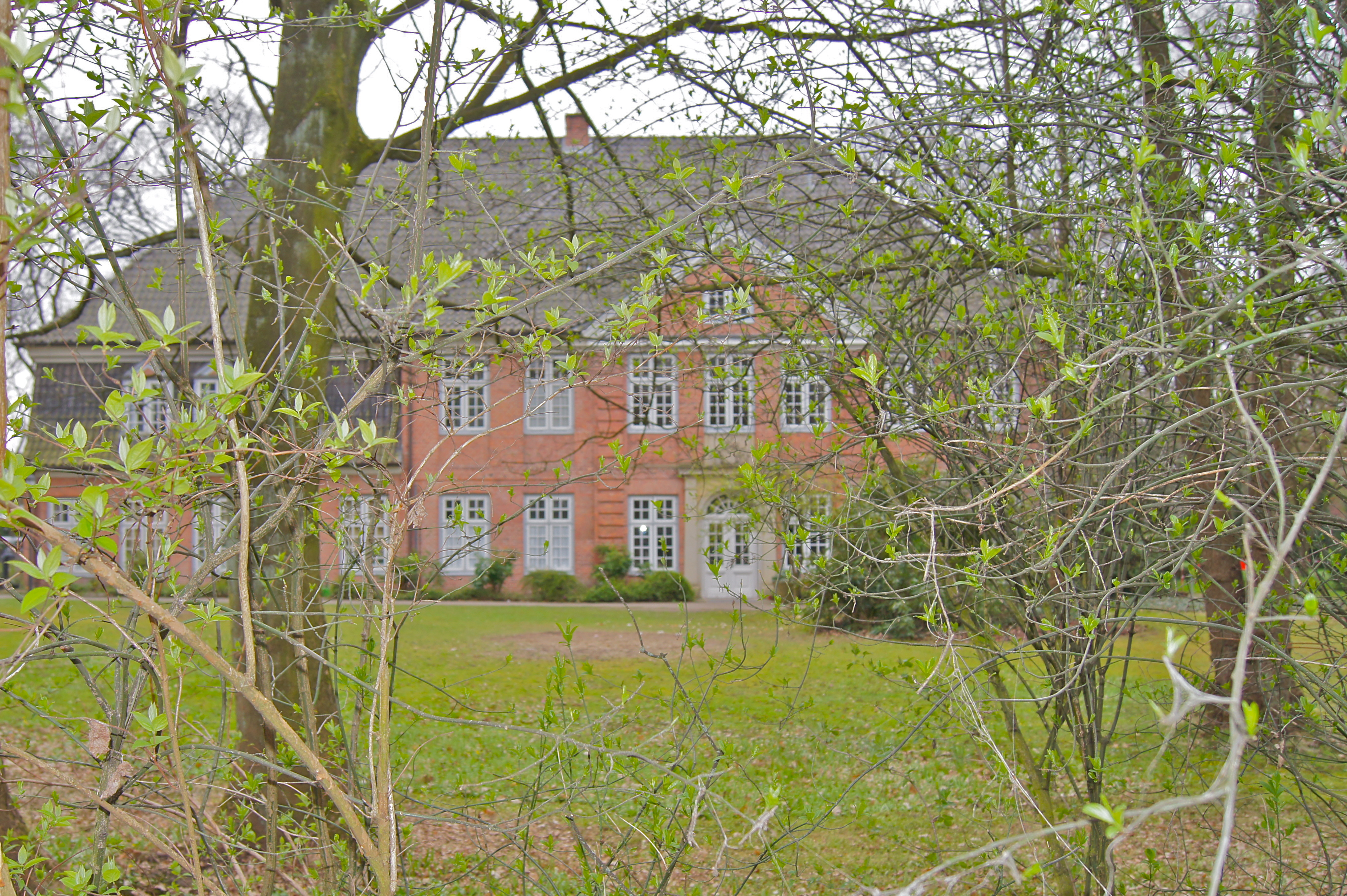
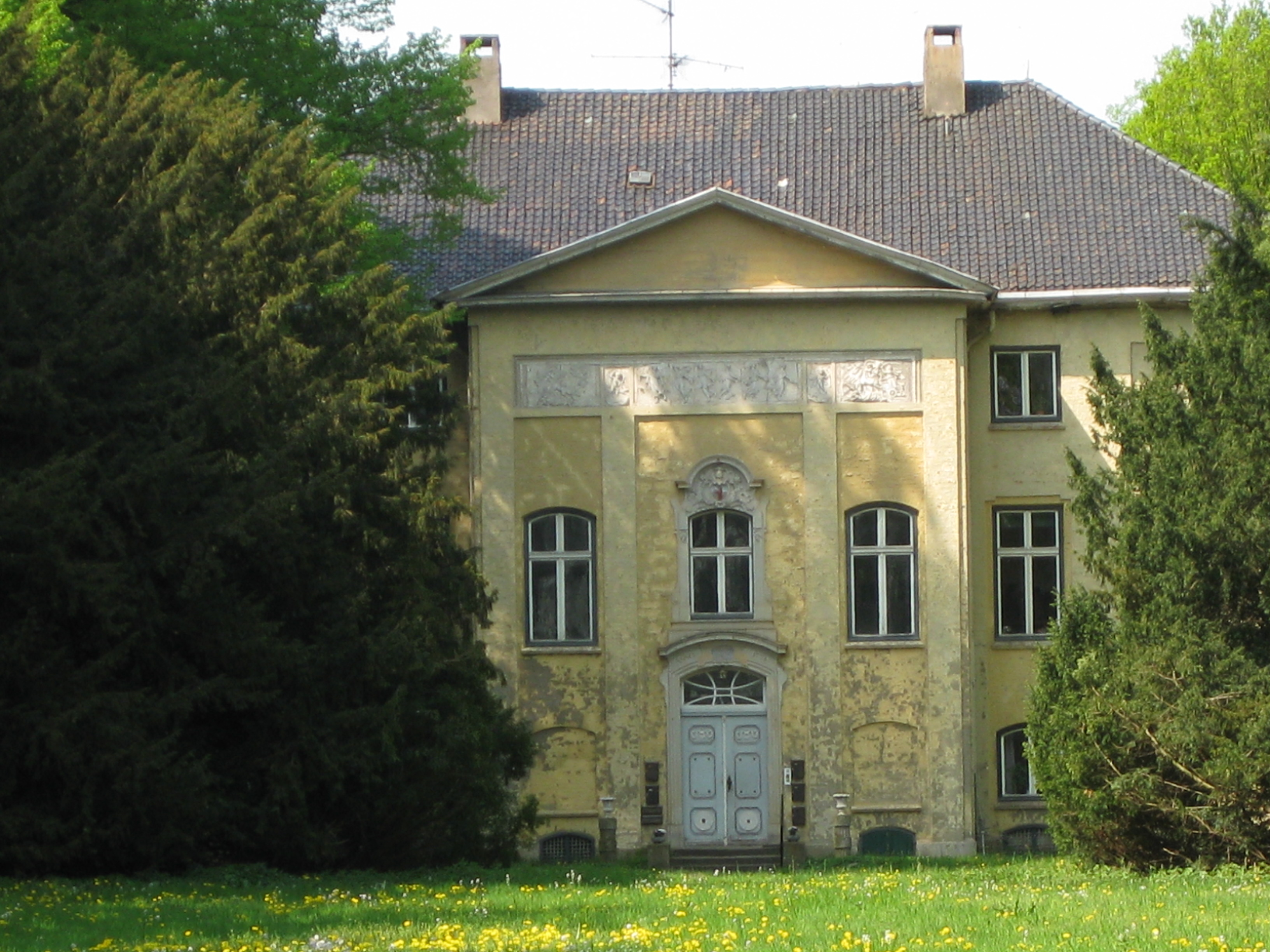
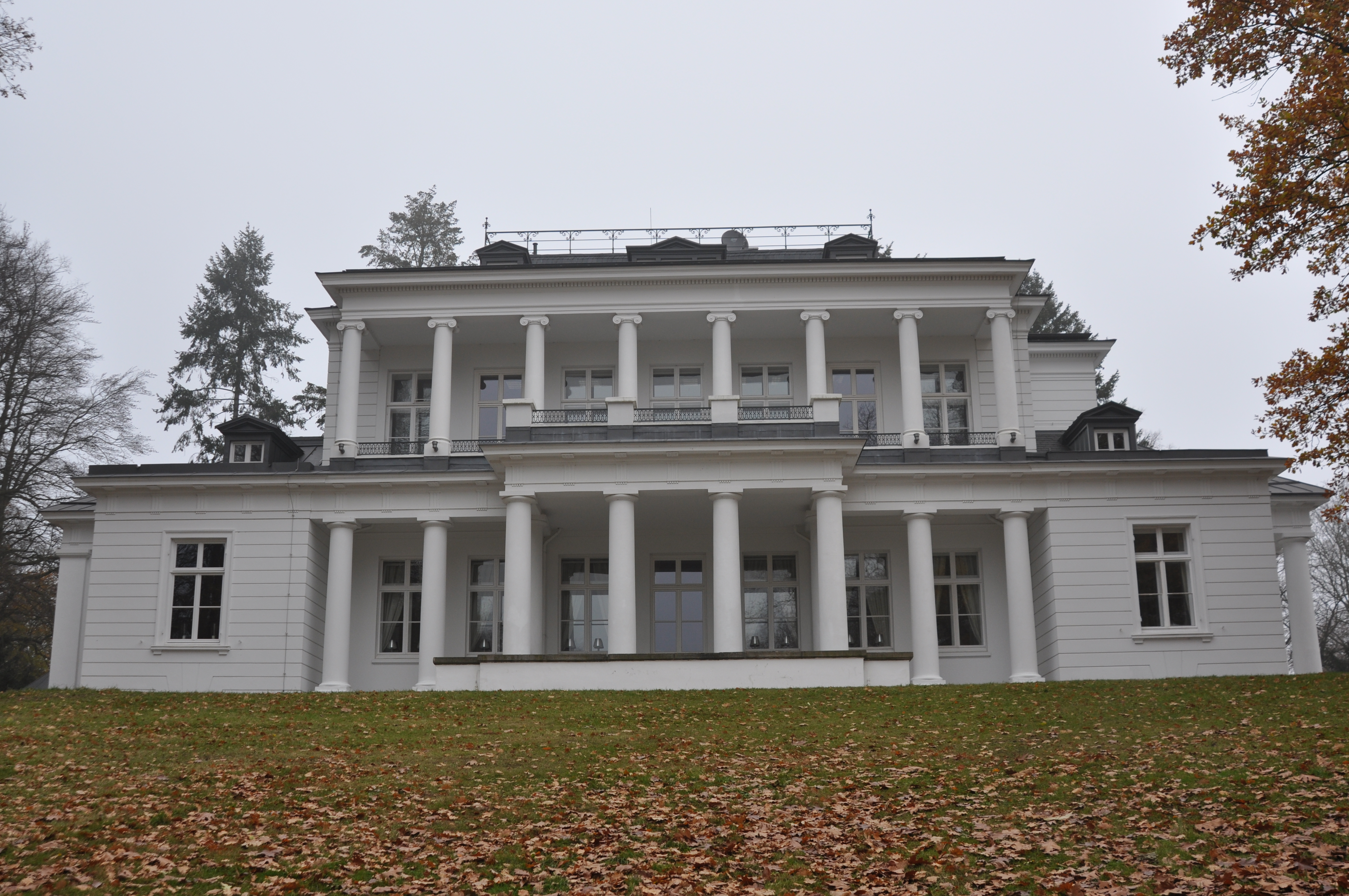